# Nave di pietra

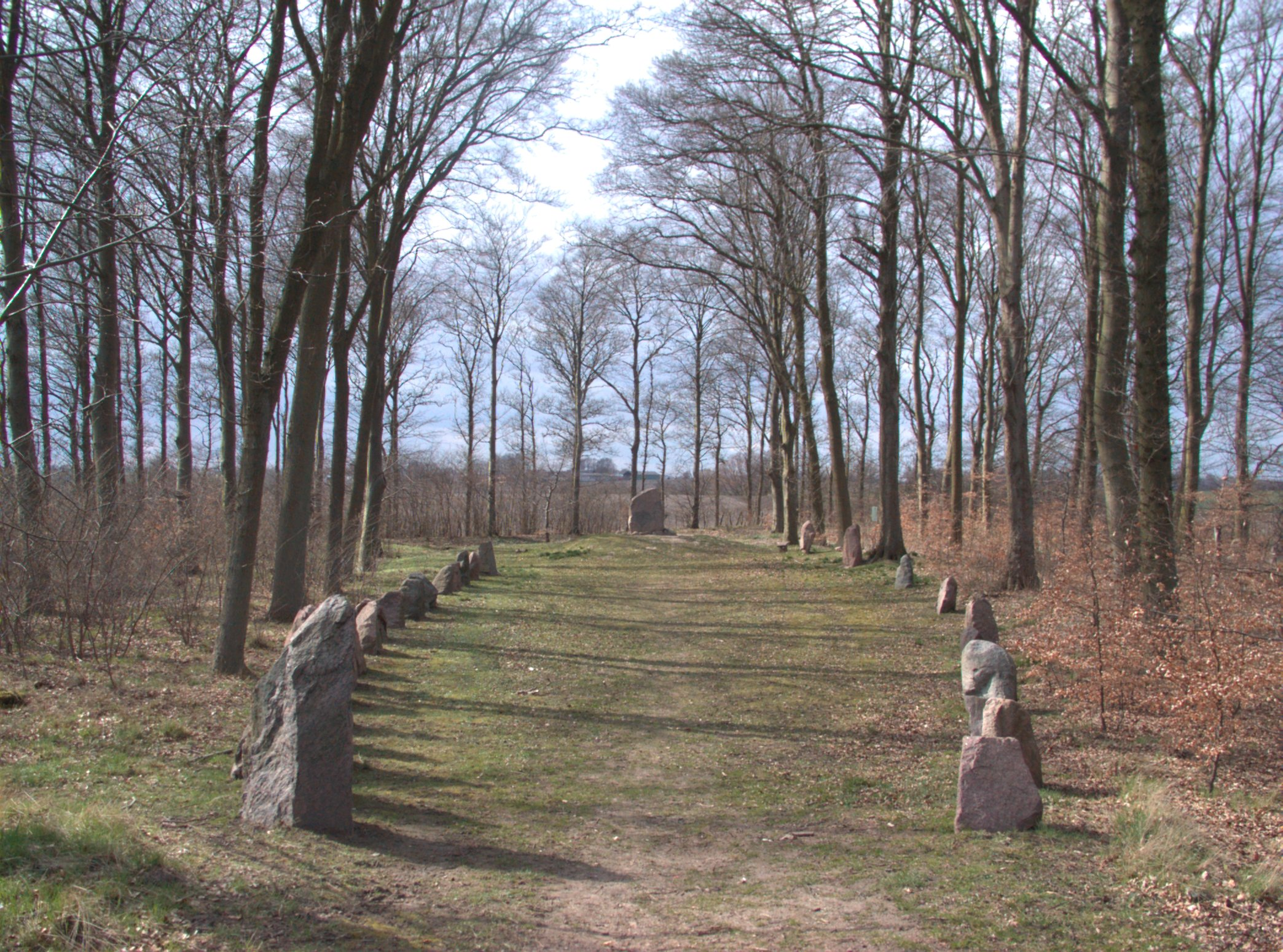
La nave di pietra di Glavendrup, in Fionia settentrionale (Danimarca)

La nave di pietra era una costruzione funeraria germanica, tipico della Scandinavia, costituita da lastre di pietra o da monoliti.

## Descrizione
Queste installazioni a volte erano di dimensioni monumentali; in Svezia la dimensione varia dai 67 metri delle pietre di Åle a pochi metri. Anche il loro orientamento è variabile. 

Al loro interno possono essere cosparse o addirittura riempite di pietre, o avere pietre erette come pali. L'illusione di essere in una nave è a volte rafforzata da grandi pietre alle estremità. Alcune volte si trovano pietre oblique in prossimità della poppa. 
Questo tipo di architettura è spesso legato a cimiteri, anche se a volte sono stati rinvenute lontano da qualsiasi altro sito archeologico.
Esemplari di questo genere si trovano sparsi in Germania settentrionale e lungo la costa degli stati baltici (dove vengono chiamati navi del diavolo). 
Alcuni scavi hanno dimostrato che solitamente risalgono all'ultima parte dell'età del bronzo scandinava (circa 1000 a.C. - 500 a.C., ad esempio in Gotland) o all'età del ferro germanica, all'era di Vendel e all'epoca vichinga (come in Blekinge e Scania).
Si crede che rappresentassero le navi incendiate con cui i defunti venivano mandati al largo nel mare.

## Principali navi di pietra

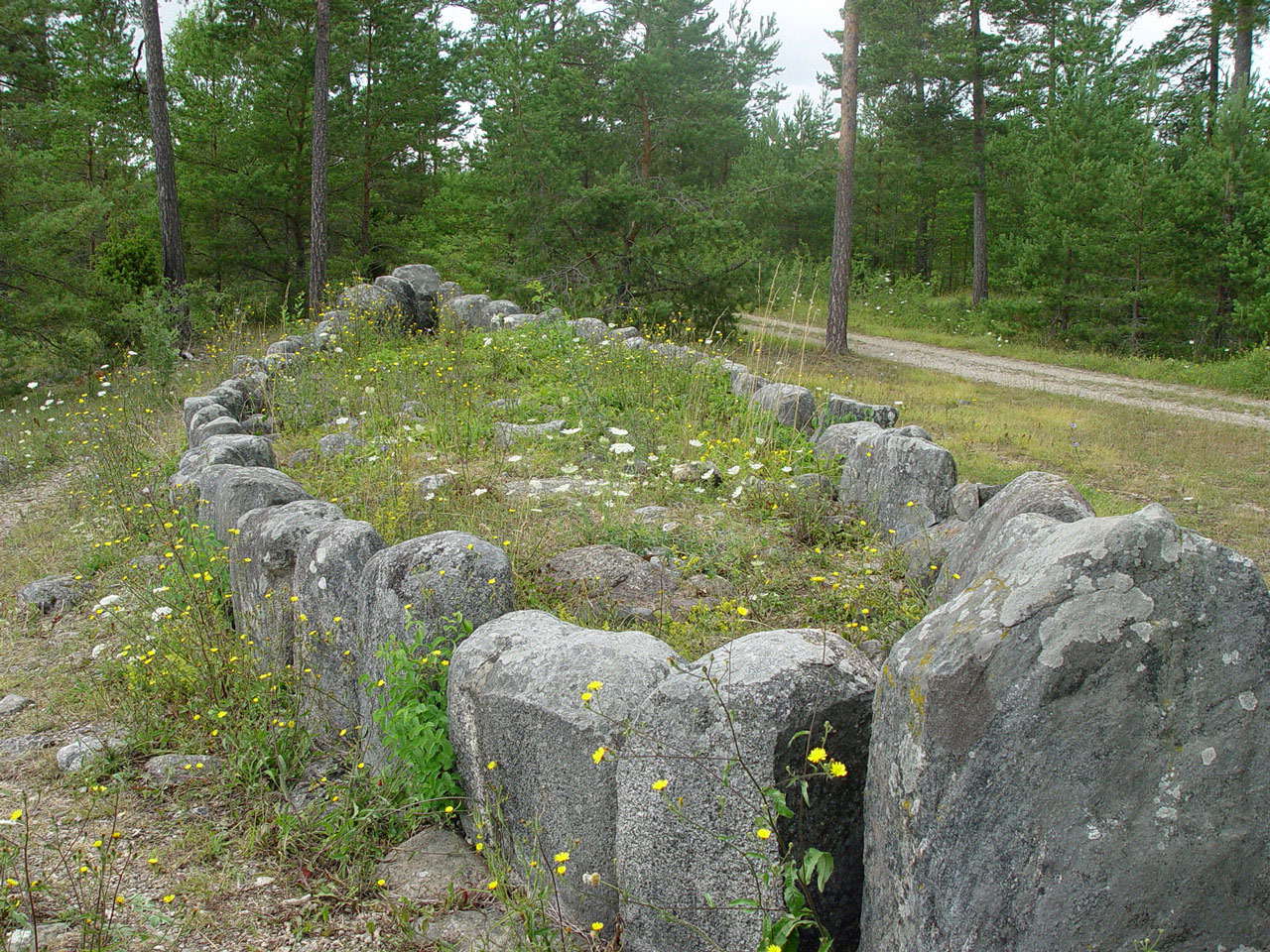
Tomba di Tjelvar

- Le pietre di Åle si trovano in Svezia meridionale. Il complesso è lungo 67 metri e largo 19
- Le pietre di Askeberga[1] sono la seconda nave svedese per dimensioni, grazie ai loro 55 metri di lunghezza. È anche considerata la migliore essendo formata da 24 enormi massi, da circa 25 tonnellate ognuno
- La collina di Anund[2] è una doppia nave situata ad Anund. Ha una lunghezza totale di 100 metri ed una larghezza di 25. Nello stesso luogo si trovano numerose altre navi in pietra
- Bække, Danimarca. Circa 25 km a sud di Bække è stata trovata una nave di 45 metri databile all'epoca vichinga
- Gettlinge gravfalt, Öland, Svezia (Environmental Baseline Study, Oland, Sweden, Öland, Svezia, luglio 2004)
- Hulterstad gravfalt, Öland, Svezia include un totale di 170 tombe
- Fiordo di Kerteminde, Danimarca. È stata ritrovata una nave di 20 metri dell'epoca vichinga
- Lejre, Danimarca. Una nave di circa 80 metri composta da 27 pietre. La nave venne fatta saltare nel 1921 da un proprietario terriero, ma alcuni abitanti del posto riuscirono a salvare le pietre. Anche questa è dell'epoca vichinga
- Lindholm Høje nei pressi di Aalborg, Danimarca
- Pietre di Blomsholm. La nave di Blomsholm si trova vicino a Strömstad in Bohuslän, e misura oltre 40 metri. È formata da 49 grandi menhir. Prua e poppa arrivano a quattro metri di altezza. Nella stessa zona si trovano numerosi altri grandi megaliti
- Collina sepolcrale di Thyra. Attorno alla collina sepolcrale della regina Thyra a Jelling, in Danimarca, è stata trovata una gigantesca nave in pietra lunga 354 metri. È la più grande mai rinvenuta tra quelle risalenti a prima dell'epoca vichinga
- La tomba di Tjelvar, secondo la leggenda, fu la tomba del mitico scopritore di Gotland, Þjálfi (Thjelvar), e viene datata al 750 a.C. circa